# بهادر براساد
بهادر براساد (بالإنجليزية: Bahadur Prasad) هو منافس ألعاب قوى هندي، ولد في 1 سبتمبر 1965.

## وصلات خارجية
- بهادر براساد على موقع الاتحاد الدولي لألعاب القوى (الإنجليزية)
- بهادر براساد على موقع أوليمبيديا (الإنجليزية)